# Александра Берк
Александра Імельда Сесилія Евен Берк (англ. Alexandra Imelda Cecelia Ewen Burke; нар. 25 серпня 1988, Іслінгтон, Лондон, Велика Британія) — англійська поп-співачка, автор пісень та акторка. У 2008 виграла п'ятий сезон британського телешоу The X Factor. У 2009 випустила дебютний студійний альбом «Overcome».

## Дискографія
- Overcome (2009)
- Heartbreak on Hold (2012)
- The Truth Is (2018)

## Турне
- The X Factor Live Tour (2009)
- All Night Long Tour (2011)[6]
- Lady Sings the Blues (2013)
- Alexandra Burke at Jazz Café (2015)[7]
- The Truth Is Tour (2018)

## Нагороди та номінації
| Рік  | Номіновано       | Нагорода                                                          | Результат |
| ---- | ---------------- | ----------------------------------------------------------------- | --------- |
| 2009 | "Hallelujah"     | BRIT Award for Best British Single                                | Номінація |
| 2009 | Александра Берк  | MOBO Award for Best UK Newcomer                                   | Номінація |
| 2010 | "Bad Boys"       | BRIT Award for Best British Single                                | Номінація |
| 2010 | Александра Берк  | Glamour Women of the Year Awards for Best Newcomer                | Перемога  |
| 2010 | Overcome         | Urban Music Award for Best Album 2010                             | Перемога  |
| 2010 | "All Night Long" | Urban Music Award for Best Collaboration (with Pitbull)           | Перемога  |
| 2010 | "All Night Long" | Urban Music Award for Best Music Video                            | Перемога  |
| 2010 | Александра Берк  | BT Digital Music Awards for Best Female Artist                    | Перемога  |
| 2010 | "Bad Boys"       | BT Digital Music Awards for Best Song                             | Номінація |
| 2010 | "Bad Boys"       | BT Digital Music Awards for Best Video                            | Номінація |
| 2010 | "Bad Boys"       | The 2010 Popjustice £20 Music Prize                               | Перемога  |
| 2010 | Александра Берк  | MOBO Award for Best UK Act                                        | Номінація |
| 2010 | Александра Берк  | Cosmopolitan for Ultimate UK Music Star                           | Перемога  |
| 2010 | Александра Берк  | MTV Europe Music Award for Best Push Act                          | Номінація |
| 2010 | Александра Берк  | XS AWARDS for Best British Star                                   | Перемога  |
| 2010 | Александра Берк  | WSC Gala Awards 2010 for Best Female Artist                       | Перемога  |
| 2011 | "All Night Long" | BRIT Award for Best British Single                                | Номінація |
| 2011 | Александра Берк  | Glamour Women of the Year Awards for Best UK Musician/Solo Artist | Перемога  |
| 2014 | Александра Берк  | West End Frame Awards 2014 for Best West End Debut                | Номінація |